# Xã Greenwood, Quận Wexford, Michigan
Xã Greenwood (tiếng Anh: Greenwood Township) là một xã thuộc quận Wexford, tiểu bang Michigan, Hoa Kỳ. Năm 2010, dân số của xã này là 587 người.